# Garden City (Idaho)
Pour les articles homonymes, voir Cité-jardin et Garden City.
Garden City est une ville du comté d'Ada, en Idaho, aux États-Unis.
Elle fait partie de l'agglomération de Boise.

## Démographie
| 1950 | 1960  | 1970  | 1980  | 1990  | 2000   |
| ---- | ----- | ----- | ----- | ----- | ------ |
| 764  | 1 681 | 2 368 | 4 571 | 6 369 | 10 624 |

| 2010   | - | - | - | - | - |
| ------ | - | - | - | - | - |
| 10 972 | - | - | - | - | - |